# FernGully - Le avventure di Zak e Crysta
FernGully - Le avventure di Zak e Crysta (FernGully: The Last Rainforest) è un film d'animazione prodotto dalla Kroyer Films, presentato dalla FAI Films e distribuito dalla Twentieth Century Fox, uscito il 10 aprile 1992.
La trama è tratta dal libro FernGully di Diana Young ed è imperniata sui temi del progresso e dell'ecologia. Il film è il primo di una serie di tre film d'animazione prodotti dalla Fox nei primi anni novanta, che comprende anche C'era una volta nella foresta e Pagemaster - L'avventura meravigliosa.
Nel 1998 venne distribuito un sequel direct-to-video, FernGully - Cuccioli da salvare.

## Trama
(Magi Lune)
La vicenda è ambientata a FernGully, una foresta pluviale nelle vicinanze di Mount Warning, in Australia. 
In un remoto passato la foresta di FernGully fu attaccata da Hexxus, il malvagio spirito della distruzione, che aveva il potere di avvelenare la natura, inquinando e corrompendo ogni cosa; il suo influsso fece fuggire gli umani dalla foresta, ma infine fu sconfitto dalle fate, che lo sigillarono in un baobab.
Tempi moderni. Magi Lune, lo spirito della foresta che imprigionò Hexxus, cerca di insegnare la storia e la magia della natura alla giovane fata Crysta, che però vuole scoprire cosa c'è oltre la foresta. Compagni di Crysta sono suo padre e Pips, un ragazzo capo di un piccolo gruppo di innocui teppisti, i Beetle Boys, che, segretamente innamorato di lei, cerca di corteggiarla in tutti i modi. Durante uno di questi "inseguimenti" Crysta scopre una parte del mondo che non aveva mai visto, oltre la foresta; in particolare nota una colonna di fumo e vede degli umani. Magi le risponde però che gli umani sono estinti, e la nuvola di fumo, che Crysta ritiene il segno del ritorno di Hexxus, non viene considerata importante.
Crysta fa poi la conoscenza di un pipistrello di nome Batty Koda, fuggito da un laboratorio umano, mentalmente instabile ma buono, a cui Crysta, per rimediare al danneggiamento del suo sonar, permette di vedere con gli occhi. Tornata al luogo visto prima. la fata trova molti alberi tagliati, segnati con X rosse. Vede finalmente un gruppo di umani, e nel tentativo di salvarne uno, Zak, da un tronco, accidentalmente lo rimpicciolisce. Così il giovane Zak inizia a seguire Crysta, rischiando di essere divorato da un famelico goanna e stringendo amicizia con Crysta, cosa che suscita l'invidia di Pips, e a farsi subito accettare da tutti gli abitanti di FernGully.
Nel frattempo, i compagni di Zak tagliano il baobab incantato, liberando Hexxus. Assetato di vendetta, lo spirito si rafforza assorbendo l'inquinamento prodotto dalla tavolatrice; dopodiché manipola i taglialegna, imitando la voce del loro capo e guidandoli verso FernGully.
È solo ora, quando Zak rivela cosa cercano di fare gli umani, che le fate comprendono di avere realmente a che fare con il ritorno di Hexxus. A questo punto le fate decidono di combattere, unendo le loro forze e creando un muro di alberi. Arrivata ormai alla fine della sua vita, Magi si sacrifica donando il suo potere a tutti i presenti Zak compreso; ora spetta a Crysta sconfiggere Hexxus. All'arrivo della tavolatrice, Zak, grazie anche all'aiuto di Pips, riesce a entrare nella cabina e a spegnere il motore. Perduta la sua fonte di energia, per riprendersi Hexxus spacca i serbatoi di olio e carburante, e strappando i cavi della corrente elettrica incendia il combustibile, trasformandosi in un enorme scheletro demoniaco ammantato di petrolio e pieno di fuoco. Crysta apparentemente si sacrifica facendosi divorare da Hexxus e lasciando germogliare un seme nel demone. Tutte le fate uniscono i loro poteri, imprigionando Hexxus in un nuovo albero, dal cui fiore emerge poi Crysta, illesa.
Zak non può però rimanere tra le fate, dovendo tornare tra gli uomini e tentare di evitare la distruzione della foresta. A malincuore Crysta lo riporta alle normali dimensioni, lasciandolo andare via. La giovane fata ormai ha imparato a controllare il proprio potere e può prendere il posto di Magi, con la compagnia di Pips e Batty. Si intuisce però che un girono Zak farà ritorno da Crysta.

## Personaggi
- Crysta: la protagonista del film. È una giovane fata, dai capelli corvini, molto generosa, avventurosa, coraggiosa, spericolata, dolce, sentimentale, altruista e inesperta nelle arti magiche, nonché discepola di Magi Luna. Alla fine impara l'ultima e più importante lezione di Magi, diventando la nuova maestra di magia di FernGully. È molto interessata a Zack, il primo umano che incontra, sviluppando con lui una bella amicizia e insegnandogli che persino le piante possono soffrire.
- Zak: il secondo protagonista del film. È un giovane umano, dai capelli biondi, generoso, affascinante, sveglio, coraggioso e di buon cuore, nonostante sia un membro di un'impresa di deforestazione, marcando gli alberi da abbattere con uno spray rosso. Grazie a Crysta diventerà molto più rispettoso nei confronti della natura. Per gran parte del film è alto circa 10 cm a causa di un incantesimo di Crysta e, solo alla fine, la fata lo farà tornare alla sua dimensione originale. Acquisirà il potere della natura, conferitogli da Magi Luna, prima di tornare nel mondo degli uomini.
- Hexxus: l'antagonista principale del film, è lo spirito della distruzione, e arcinemico delle fate di FernGully. È un essere malvagio, temuto, sadico, folle, crudele, vendicativo, distruttivo, minaccioso, violento e assetato di potere. Dopo essere stato liberato dall'albero fatato, si presenta come una sostanza scura vivente, capace di assumere diverse forme (da un gigante composto da gas a uno scheletro nero con le interiora incandescenti) e con la particolarità di nutrirsi di veleni e gas tossici.
- Pips: il terzo protagonista del film, è una fata maschio, capo di un gruppo di bulletti-avventurieri, e ha l'aspetto di un ragazzo dai capelli rossi, con un carattere spesso testardo, arrogante e impulsivo ma buono, generoso, altruista e coraggioso. È chiaramente innamorato di Crysta e quindi inizialmente in contrasto e geloso con il giovane umano Zack, divenendo, alla fine, un suo amico.
- Batty: è un pipistrello frugivoro mentalmente instabile e spesso svampito e comico, ma anche simpatico, altruista, sensibile e di buon cuore, fuggito da un laboratorio dopo essere stato sottoposto a certi esperimenti. È molto amico di Crysta, che gli è stato donato il "ripristino" del suo sonar (utile a Batty per orientarsi fra gli alberi), e dapprima diffidente verso Zack, diverrà amico dell'umano.
- Magi Luna: è una fata anziana con lunghi capelli argentati, la più esperta in arti magiche e responsabile dell'equilibrio della natura, la più saggia, coraggiosa, altruista e benefattrice di FernGully nonché mentore di Crysta. Alla fine muore dissolvendosi, conferendo il suo potere a Crysta e a tutti i presenti compreso Zack.
- Tony e Ralph: due uomini, colleghi di Zack che manovrano la tavolarice. Tony è robusto, con i capelli neri e la barba incolta e indossa una camicia azzurra. Ralph è smilzo, con i capelli castani e la barba incolta e indossa una camicia rossa. In realtà non sono per niente cattivi, pur essendo il loro lavoro di tagliare alberi, produrre legname e costruire un centro abitato dove si trova la foresta, dannoso alle fate.
- Lou il goanna: un goloso, affamato e arrogante varano australiano. Insegue Zak e cerca di mangiarselo ma, avendo molto rispetto per le fate, lo risparmia - seppur a malincuore - dopo che Crysta gli dice che è un suo amico.

## Colonna sonora
La partitura musicale è stata realizzata da Alan Silvestri.
Tra le canzoni del film diverse sono state composte da Tone Lōc, che ne ha cantate alcune. La canzone finale del film, Some Other World è di  Elton John; Life Is A Magic Thing è stata cantata da Johnny Clegg).
Le canzoni Batty Rap  e Toxic Love furono scritte da Thomas Dolby, ma entrambe furono censurate nella trasmissione televisiva a causa dei testi poco adatti ai bambini.
Completano la colonna sonora le canzoni Raining Like Magic, cantata da Raffi, e Land of a Thousand Dances, cantata dai Guy.

## Distribuzione
Trasmesso in Italia in prima visione Italia 1 il 28 dicembre 1995.

## Accoglienza

### Incassi
Distribuito il 10 aprile 1992, il film fu proiettato in 1,400 sale e ha incassato 3,549,338 dollari nel giorno d'apertura. Il numero di sale aumentò a 1,663 e, alla fine, ha incassato 24,650,296 dollari negli Stati Uniti, più ulteriori 8,060,598 dollari nel resto del mondo, per un totale di 32,710,894 dollari.
Il risultato al botteghino è stato descritto come un discreto successo, sebbene sia stato considerato meno efficace del previsto.

### Critica
FernGully - Le avventure di Zak e Crysta ha ricevuto recensioni generalmente favorevoli. 
Il film detiene una valutazione di approvazione del 63% presso Rotten Tomatoes, sulla base di 16 recensioni. Su Metacritic il film ha un punteggio del 67% basato su recensioni di 15 critici, indicando "recensioni generalmente favorevoli". Il pubblico intervistato da CinemaScore ha assegnato al film un voto "A" su una scala da A a F.
Roger Ebert del Chicago Sun-Times ha dato tre stelle su quattro, dicendo che il film era visivamente "molto piacevole", ha dato una "lezione utile", "e sebbene il film non sia un capolavoro, è piacevole da guardare per il suo umorismo e la sua dolcezza". Hollis Chacona del The Austin Chronicle ha aggiunto che il film era "divertente, carino, toccante, spaventoso, magico". Janet Maslin del The New York Times ha avuto un'impressione sfavorevole del film, descrivendolo come "un incerto miscuglio di principi ipocriti ed estetica dei cartoni animati del sabato mattina". Secondo Wayne Young, Jeffrey Katzenberg ha chiamato i produttori di FernGully per dire loro che amava il film.

## Riconoscimenti
1992 - Annie Award
- Candidatura come Miglior film d'animazione

1992 - Environmental Media Awards
- Miglior film ambientalista

1993 - Fantafestival
- Premio speciale della giuria a Bill Kroyer

1993 - Genesis Awards
- Miglior film d'animazione/ambientalista

## Remake e sequel
Dopo il trentennale, il marchio di FernGully, che portò a due popolari film di animazione negli anni Novanta, è stato rilevato dalla Machine Media Advisors LLC che ha acquisito tutti i diritti dei personaggi e della saga, e ha ora l'intenzione di rilanciarla: si stanno in questo momento cercando studi interessati a remake dal vero, nuovi sequel, metaversi, musical di Broadway e videogiochi. In definitiva, si parla di un rilancio totale e a 360°. 